# Villa Paolina (Roma)
Villa Paolina di Mallinckrodt, nota anche come villa Cohen o semplicemente villa Paolina, è una villa del XX secolo di Roma situata nel quartiere Nomentano.

## Storia
Il progetto della villa, nei pressi di villa Mirafiori, fu redatto dall'ingegnere Enrico Verdozzi su commissione di Gelsomina Cohen, intenzionata a renderla sua abitazione privata. Il progetto fu approvato dal Comune il 19 giugno 1920.
Poco dopo la fine dei lavori, nel 1922, il villino fu acquistato dall'Arciconfraternita di Santa Maria della Pietà in Camposanto, che lo adibì a scuola, lasciandone la gestione alla Congregazione delle suore della carità cristiana. Nell'ottobre dello stesso anno iniziò l'attività scolastica e il villino fu dedicato a Pauline von Mallinckrodt, fondatrice della Congregazione.
Nel 1926 e nel 1927 su commissione del rettore Amerigo David furono approvati alcuni progetti di ampliamento e ristrutturazione dell'edificio progettati da Renato Setacci. Nel 1944, durante un bombardamento alleato sullo Scalo Tiburtino, il villino fu gravemente danneggiato, e verrà ricostruito solo nel 1946, su progetto di Setacci stesso.
Dopo la ripresa successiva alla ricostruzione dell'edificio, le attività scolastiche cessarono ufficialmente nel 1997 e la proprietà dell'immobile è stata ceduta dalle SCC nel 2014.
Nel 2016, a seguito di alcuni rilevamenti, viene dichiarato che l'edificio non presenta alcun elemento di particolare valore urbanistico, architettonico o storico, autorizzandone un'eventuale demolizione, poi annunciata nel 2018. Tuttavia l'anno successivo il Ministero dei beni culturali ne ha riconosciuto un "importante interesse culturale" predisponendone quindi la preservazione.